# 2015 في مصر
تهتم هذه المقالة بأهم الأحداث التي وقعت في مصر عام 2015

## سياسة

### تعيين
- رئيس الوزراء: شريف إسماعيل
- وزير الداخلية:مجدي عبد الغفار

### انتهاء
- رئيس الوزراء: إبراهيم محلب
- وزير الداخلية: محمد إبراهيم مصطفى

## الأحداث

### يناير
- 13 يناير: المحكمة الدستورية العليا تلغي التهمة الوحيدة المتبقية ضد الرئيس السابق محمد حسني مبارك (حكم مايو 2014 بالسجن لمدة 3 أعوام بتهمة الاختلاس)[1]

### فبراير
- 9 فبراير: اشتباكات في القاهرة بين الشرطة المصرية ومشجعي نادي الزمالك مما أدى إيى مقتل 25 شخص، كما تم تعليق مباريات كرة القدم لأجل غير مسمى.[2]
- 13 فبراير: المحكمة المصرية تأمر بإطلاق سراح الصحفي الكندي محمد فهمي.[3]
- 15 فبراير: قام تنظيم داعش بنشر فيديو لعملية ذبح 21 مصري في ليبيا.[4][5]
- 18 فبراير: قطر تسحب سفيرها من مصر اعتراضا على هجوم القوات الجوية المصرية على تنظيم الدولة (داعش) في ليبيا انتقاما لمقتل 21 قبطي مصري.[6]

### مارس
- 6 مارس: مقتل 3 أفراد شرطة في المحلة الكبرى.[7]
- 8 مارس: انفجار قنبلة خارج محل فرنسي في الإسكندرية أدى إلى مقتل شخص وإصابة سته أشخاص.[8]
- 10 مارس: قام انتحاري بتفجير نفسه في مركز شرطة في شبه جزيرة سيناء أدى إلى مقتل شخص وإصابة 24.[9]
- 13-15 مارس: تم عقد مؤتمر دعم وتنمية الإقتصاد المصري في مدينة شرم الشيخ،وشارك فيه أكثر من 2,000 مندوب من 112 دولة مختلفة.[10]
- 16 مارس: تم الحكم على مرشد جماعة الإخوان المسلمين محمد بديع و 30 أخرين بالإعدام.
- 21 مارس: مقتل 35 شخص في حادث حافلة في محافظة الجيزة.

### يوليو
- 11 يوليو: تفجير بالقرب من القنصلية الإيطالية في القاهرة.
- 23 يوليو: غرق 38 شخص في حادث مركب الوراق.

### أغسطس
- 6 أغسطس: افتتاح قناة السويس الجديدة.[11][12][13]
- 30 أغسطس: اكتشاف حقل الغاز الطبيعي شروق في البحر المتوسط.[14][15]

### سبتمبر
- 12 سبتمبر: استقاله رئيس الوزراء إبراهيم محلب.
- 13 سبتمبر: مقتل 12 وإصابة 10 من السياح المكسيك والمرشدين المصريين عن طريق الخطأ.[16]
- 19 سبتمبر: تولي المهندس شريف إسماعيل منصب رئيس الوزراء.[17]

### أكتوبر
- 15 أكتوبر: فازت مصر بالعضوية غير الدائمة لمجلس الأمن التابع للأمم المتحدة لعامي 2016-2017
- 31 أكتوبر: سقوط الطائرة الروسية بمنطقة الحسنة جنوب العريش، والتي راح ضحيتها 224 راكب.[18]

### ديسمبر
- 4 ديسمبر: مقتل 17 شحص في حريق ملهى العجوزة.
- 14 ديسمبر: فوز مصر برئاسة المكتب التنفيذى لمجلس وزراء الشئون الاجتماعية العربية، لدورة كاملة لمدة عامين من 2015 حتى عام 2017.

## الفن والثقافة

### يناير
- 5 يناير: إكتشف فريق تشيكي مقبرة الملكة المصرية خنتكاوس الثالثة التي عاشت في الأسرة المصرية الخامسة.[19]

## وفيات
- 17 يناير: وفاة الفنانة فاتن حمامة عن عمر يناهز 83 عاما.[20]
- 27 فبراير: وفاة الفنان غسان مطر.
- 14 مارس : وفاة الفنان محمد وفيق.
- 19 مايو: وفاة الفنان حسن مصطفى عن عمر يناهز 82 عاما.
- 29 يونيو: مقتل النائب العام المصري هشام بركات عن عمر يناهز 64 عاما.[21][22]
- 10 يوليو: وفاة الفنان عمر الشريف عن عمر يناهز 83 عاما.[23][24]
- 18 أكتوبر: وفاة الكاتب جمال الغيطاني.
- 1 ديسمبر: وفاة الأديب إدوار خراط عن عمر يناهز 79 عاما.[25]